# Franca Donda
Franca Donda (Gorizia, Italia, 3 de septiembre de 1933-Ibídem, 3 de septiembre de 2017) fue una fotógrafa y cineasta italiana. Residiendo en Venezuela, y trabajando como fotógrafa, laboratorista y videógrafa, Donda realizó una parte importante del registro fotográfico y audiovisual de la historia del feminismo del siglo XX en el país junto con la fotógrada uruguaya Gladys Parentelli.
Donda fue cofundadora del grupo feminista Miércoles que se mantuvo desde 1978 hasta 1989. Franca Donda ha sido descrita como una de las mejores laboratoristas en blanco y negro de Venezuela en los años 1970. Fue reconocida con la Orden Josefa Camejo por el Centro de Estudios de la Mujer de la Universidad Central de Venezuela, aunque Franca declinó el honor.

## Biografía
Estudió idiomas en Londres y en París, y en 1957 se mudó a Latinoamérica; primero a Venezuela, luego en Cuba y posteriormente volvió a Venezuela.
Junto con la fotógrada uruguaya Gladys Parentelli, Donda ha realizado una parte importante del registro fotográfico y audiovisual de la historia del feminismo del siglo XX en Venezuela. Mediante la fotografía y el cine buscaba que las mujeres tomaran conciencia de sí mismas, realizando el revelado de los rollos con base en gelatinobromuro de plata. Formó parte del proyecto Caracas Urgente, coordinado por Jacobo Borges, donde realizó "Sí podemos". Con Josefina Jordán realiza el film María de la Cruz, una mujer venezolana (1975). 
Fotografías suyas fueron incluidas en el libro Cinco encuentros internacionales de creadores, como estrecha colaboradora de la bailarina y coreógrafa Hercilia López y su grupo Contradanza, del cual fue su fotógrafa desde 1983. Participó en el Primer Encuentro Internacional de Creadores en la Gran Sabana (1991) para el cual realizó el video Al Paují. En 1986 también realizó, junto a la coreógrafa, el video La dama de negro. 
Donda fue cofundadora del Colectivo Feminista Miércoles en 1978, integrado en una primera etapa por Ambretta Marrossu, Tamara Marrosu, Carmen Luisa Cisneros, Katina Fantini, Cathy Rakowsky, Ana Amundaray, Miriam González y Christa Sponsel. Con este colectivo —llamado así por los días en que se reunían en la residencia de Donda en Caracas— realizó el documental Yo, tú, Ismaelina (1981), los videos sobre Argelia Laya (Argelia Laya, 1987), Eumelia Hernández (Eumelia, calle arriba, calle abajo, 1988) e Inés Marcano (Inés María Marcano, una del montón, 1988). 
También ha sido acreditada en la colección del museo Reina Sofía de Madrid de las fotografías de Paolo Gasparini, destacado fotógrafo de Venezuela del siglo XX con quien contrajo matrimonio, las cuales habían sido copiadas por ella. La colección fue comprada con fondos donados por las venezolanos Tanya Capriles, Solita Cohen, María Amalia León, Pilar Lladó, Diana López, Patricia Phelps de Cisneros y Guillermo Penso.
Se negó a recibir honores u homenajes al considerar que hacía su trabajo para transformar el mundo y no para ser recompensada, incluyendo cuando el Centro de Estudios de la Mujer de la Universidad Central de Venezuela le confirió la Orden Josefa Camejo; para entonces le pidió ayuda a su compañera Gioconda Espina a escribir unas líneas la explicación de la decisión, sosteniendo que no debía premiarse a los individuos sino a los colectivos que hacían posible el trabajo de las mujeres.
Franca Donda ha sido descrita como una de las mejores laboratoristas en blanco y negro de Venezuela en los años 1970. La crítica de cine Ambretta Marrosu escribió sobre ella: “Como conjunto, se trata de materiales de donde insurgen emociones, problemáticas irresueltas y revelaciones perturbadoras. Se cruzan en ellos la preocupación política por el socialismo con un feminismo básico, existencial, donde lo interesante es que la primera es absorbida por la segunda, al pasar por la insistente y específica voz femenina”.
Falleció en su ciudad natal Gorizia en 2017, después de haber vivido casi toda su vida fuera de ella.

## Vida personal
Donda contrajo matrimonio con Paolo Gasparini en 1957, destacado fotógrafo de Venezuela del siglo XX. Ambos se divorciaron posteriormente, pero mantuvo una gran amistad con Gasparini hasta su muerte.

## Reconocimientos
- Premio al mejor corto y a la mejor fotografía por el documental en 16 mm “Yo, tú, Ismaelina”, otorgado por el Concejo Municipal del Distrito Federal en 1981. Dirección de fotografía y cámara: Josefina Acevedo y Franca Donda. Montaje: Josefina Acevedo, Franca Donda, Carmen Luisa Cisneros y Ambretta Marrosu.
- Orden Josefa Camejo (Centro de Estudios de la Mujer de la Universidad Central de Venezuela)